# Massif schisteux rhénan
Le massif schisteux rhénan est un massif de moyennes montagnes situé principalement en Rhénanie-Palatinat et en Rhénanie-du-Nord-Westphalie (Sud-Ouest de l’Allemagne), mais aussi une grande partie dans le Sud-Est de la Belgique, le Nord-Ouest du Luxembourg et une petite partie dans l'Est de la France.

## Géographie

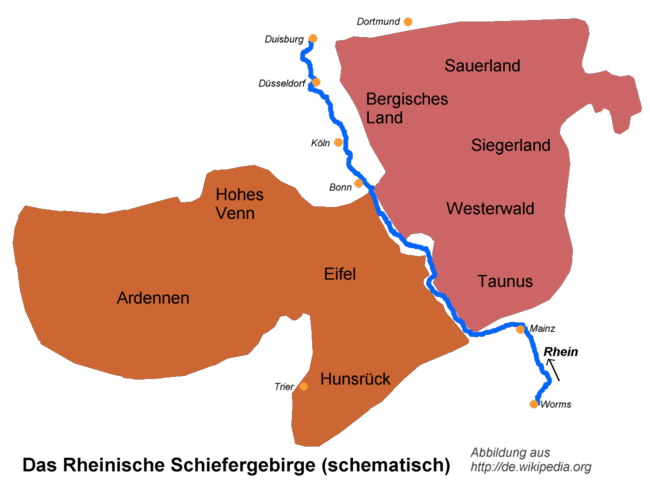
Carte de localisation schématique des principales subdivisions du massif schisteux rhénan.

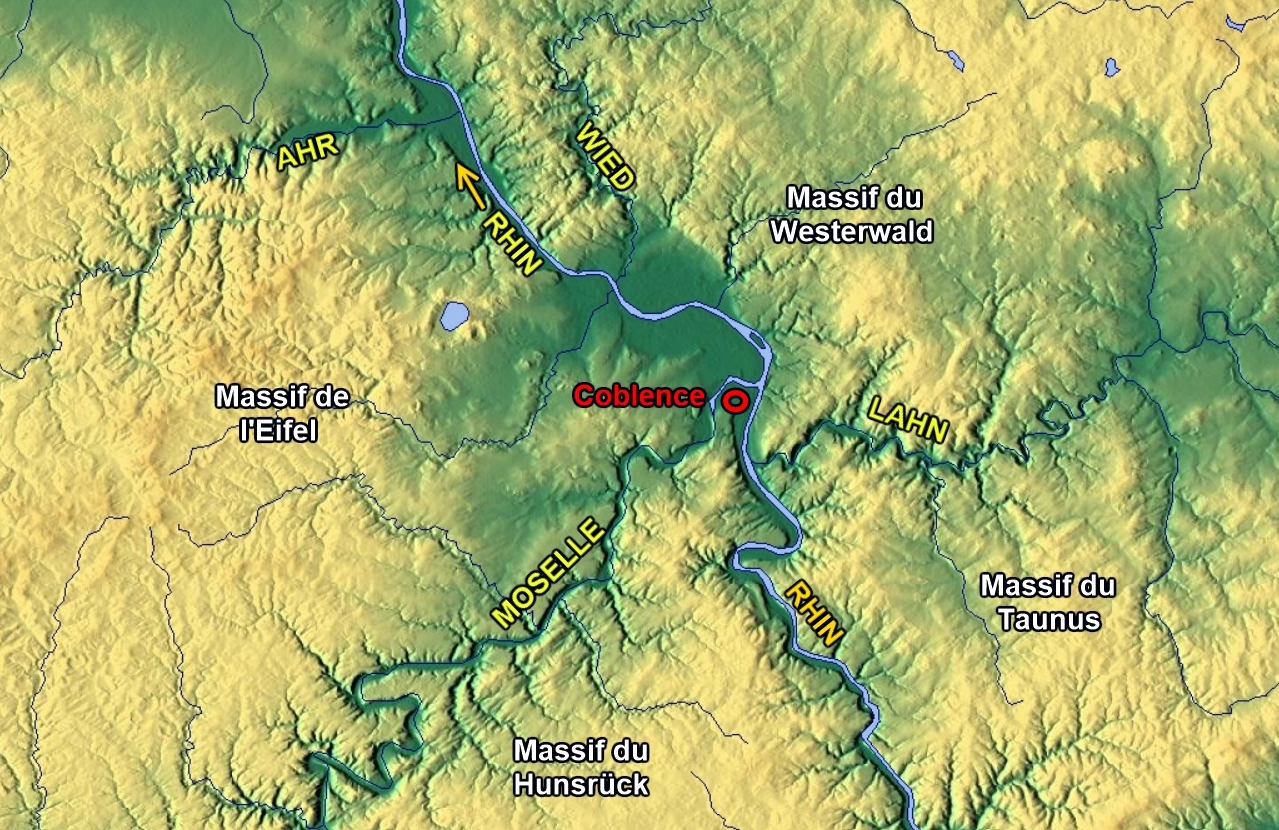
Zone centrale du massif schisteux rhénan, avec les cours d'eau Rhin, Moselle et Lahn faisant les limites entre les parties Eifel, Westerwald, Hunsrück et Taunus.

Le massif s'étend au plus à l'ouest dans le massif des Hautes Fagnes (au Nord-Est de la Wallonie en Belgique et dans les districts frontaliers en Allemagne), jusqu’au Massif ardennais qui couvrent la plus grande partie sud-est de la Wallonie (Belgique), le nord du département des Ardennes (au Nord-Est de la France) et la région naturelle de l’Oesling (dans le tiers nord-ouest du Grand Duché du Luxembourg), et au plus au sud par le massif de l’Hunsrück (entre les länder de Rhénanie-Palatinat et de la Sarre en Allemagne).
Il est coupé en deux en Allemagne par la « trouée héroïque » formée par la vallée du Haut-Rhin moyen (classée pour son environnement au patrimoine mondial de l'Unesco), de Bingen à Coblence. Ses principaux affluents dans cette zone incluent la Moselle et la Sarre qui, avec le Rhin, délimitent le Hunsrück au sud-ouest du massif rhénan.
Le massif est formé de plissements hercyniens comprenant entre autres le Taunus (point culminant : le Großer Feldberg, 879 m) du côté est de la vallée rhénane, et le massif de l'Eifel (point culminant : le Hohe Acht, 747 m) du côté ouest de la vallée rhénane.
Du côté est de la vallée rhénane, en Allemagne, ses autres subdivisions incluent le Westerwald, le Siegerland, le Pays de Berg et le Sauerland.